# O julissi
O julissi, eerder O julissi na jalini, is een nummer van Ishtar. Het is tevens het nummer dat België vertegenwoordigde tijdens het Eurovisiesongfestival 2008.
Het was na Sanomi het tweede lied voor België dat in een volledig verzonnen taal gezongen werd. Het lied werd gekozen door het publiek tijdens de preselectie Eurosong 2008.
O julissi kwam in de eerste week na de release binnen in de Ultratop 50 op de zevende plaats. Een week later stond het al eerste.
Op het Eurovisiesongfestival in het Servische Belgrado wist België zich niet te plaatsen voor de finale. In de eerste halve finale, op 20 mei, werd België zeventiende, met zestien punten.

## Resultaat halve finale
| Plaats | Land    | Artiest      | Lied      | Punten |
| ------ | ------- | ------------ | --------- | ------ |
| 16     | Andorra | Gisela       | Casanova  | 22     |
| 17     | België  | Ishtar       | O julissi | 16     |
| 18     | Estland | Kreisiraadio | Leto svet | 8      |

## Hitlijsten
| Hitlijst    | Hoogste positie | Weken |
| ----------- | --------------- | ----- |
| Ultratop 50 | 1               | 2     |